# ターザン後藤
ターザン後藤（ - ごとう、本名：後藤 政二（ごとう まさじ）、1963年8月16日 - 2022年5月29日）は、日本のプロレスラー、元大相撲力士。静岡県島田市出身。入場曲は「汚れた英雄」。

## 経歴

### 大相撲
中学校を卒業後、15歳の時に九重部屋へ入門。後藤（ごとう）の四股名で1979年3月場所より初土俵を踏む。同部屋には後の横綱となる北勝海や、小結の孝乃富士（安田忠夫）がいる。しかし同年の11月場所をもって廃業を決め、最高位は序二段95枚目だった。島田市出身者として初の力士誕生でもあり、当時後藤の実家にも地元マスコミの取材が来たという。
大相撲を短期間で廃業した理由として、同じく角界出身で全日本プロレス入門時に教育係だったグレート小鹿によると「後藤の足裏が土俵の土によって切れやすく、そこに塩が染みて痛くなり相撲に集中出来ず、体質が合わなかった」と語っている。

#### 場所別成績
| | 一月場所 初場所（東京） | 三月場所 春場所（大阪） | 五月場所 夏場所（東京） | 七月場所 名古屋場所（愛知） | 九月場所 秋場所（東京）    | 十一月場所 九州場所（福岡） |
| --- | ----------------------- | ----------------------- | ----------------------- | --------------------------- | -------------------------- | --------------------------- |
| 1979年 （昭和54年） | x                       | （前相撲）              | 西序ノ口32枚目 5–2      | 東序二段95枚目 2–5          | 西序二段120枚目 休場 0–0–7 | 西序ノ口24枚目 引退 0–0–7   |
| 各欄の数字は、「勝ち-負け-休場」を示す。 優勝 引退 休場 十両 幕下 三賞：敢=敢闘賞、殊=殊勲賞、技=技能賞 その他：★=金星 番付階級：幕内 - 十両 - 幕下 - 三段目 - 序二段 - 序ノ口 幕内序列：横綱 - 大関 - 関脇 - 小結 - 前頭（「#数字」は各位内の序列） |                         |                         |                         |                             |                            |                             |

### 全日本プロレス
大相撲廃業後は全日本プロレスに入門し、1981年2月19日に福島県霊山町民体育館（現在の伊達市霊山体育館）の越中詩郎戦でデビューする。その後はジャンボ鶴田の付き人となった。1983年、プロレス大賞新人賞を受賞する。後のトレードマークとなるワンショルダータイツは、デビューからしばらく経って着用した。本名から現在のリングネームにするのは更に後となる。入門時は先輩の百田光雄から厳しく鍛えられており、師の1人として尊敬する存在だった。
全日本参戦のために来日していたハーリー・レイスを通して、アメリカのプロモーターから日本人レスラーの派遣要請があり、1985年に海外へ武者修行を熱望していたのを機に海外遠征へ出発する。現地では、ベトナム人レスラーである『ホー・チー・ウィン』のリングネームで活動した。1986年には、テネシー州メンフィスのCWAで佐藤昭雄と日本人タッグを結成。CWAインターナショナル・タッグ王座を獲得し、ジェフ・ジャレット、パット・タナカ、ポール・ダイヤモンドらのチームとタイトルを争った。当時、大相撲で昭和38年生まれの力士たち（双羽黒・北勝海・寺尾・琴ヶ梅など）が「花のサンパチ組」と呼ばれて活躍していたことを受け、毎日放送が『中村敦夫の地球発22時』内で、昭和38年生まれの元力士たちの後を追った番組を制作した際、注目する1人として遠征中の近況が紹介されている。現地で女子プロレスラーとして活躍するデスピナ・マンタガスと知り合って結婚した（後に離婚）。しかし全日本プロレスより帰国命令が無いため、現地で活動を継続した。後藤へ帰国命令をしなかった理由は、現地でプロレスを引退した後に結婚し、そのままアメリカ定住を決めたものと判断された説がある。師匠のジャイアント馬場がトークショーを行った際に、ファンから近況を聞かれた時「向こう（アメリカ）で結婚して、プロレスをしていない」旨の発言をしており、週刊プロレスが記事として取り上げたことがある。プロレスラー以外に調理師として生計を立てていた。

### FMW
1989年、アメリカで活動中に大仁田厚からの誘いを受けて帰国した後、全日本プロレスを退団。移籍先として新団体であるフロンティア・マーシャルアーツ・レスリング（FMW）の旗揚げに参加する。大仁田は団体を興すために自分を支えてくれる選手が必要と感じたのを機に、思いもよらないことで後藤の連絡先を知って声を掛ける。最初に連絡が来た時は大仁田でなく、ジャンボ鶴田から電話があったものと勘違いした。全日本プロレスを退団する前に、けじめとして師匠の馬場にFMWへ移籍することを直接伝えた後、正式に認められている。当初は謎のベトナム人レスラー、ボートピープル・ジョーとしてマッチメイクされたが、リングインすると同時にマスクを取り「後藤だ、帰って来たぞ〜！」と叫んだ。12月には後楽園ホールで大仁田と組み、松永光弘・ジェリー・ブレネマン組を相手に日本初の有刺鉄線デスマッチで対戦した。
1990年初頭に開催された総合格闘技オープントーナメントでは準決勝で大仁田を破る金星を上げたものの、決勝で元新日本プロレスの栗栖正伸に敗れて準優勝となった。同年8月4日に、汐留大会で大仁田と史上初のノーロープ有刺鉄線電流爆破デスマッチを行い、この試合でプロレス大賞年間最高試合賞を受賞している。爆薬を用いた視覚的インパクトの強かったこの試合は注目を得て『週刊プロレス』『週刊ゴング』など、プロレス誌の表紙を独占した。
1991年、インディー団体として破格のビッグマッチである川崎球場大会のメインイベントで再び大仁田とノーロープ有刺鉄線金網電流爆破デスマッチで戦い、3万人を超える大観衆を集めた。この頃に後藤は『鬼神』というニックネームが定着し、地味ながら安定した実力を見せてFMWファンから高い支持を得た。12月末に行われた世界最強総合格闘技タッグリーグ戦では大仁田と組んで参加し、東京ベイNKホールでの決勝戦で柔道家のグリゴリー・ベリチェフ、コバ・クルタニーゼ組を破って優勝。世界マーシャルアーツタッグ選手権の初代王者となった。
1992年1月、大阪大会でビッグ・タイトンを破り、世界マーシャルアーツ選手権を奪取。これが日本初のタイトルとなった。しかし2ヶ月後の3月、元ボクシング世界ヘビー級チャンピオンのレオン・スピンクスに敗れ、タイトルを失ってしまう。
1994年3月、WAR両国国技館大会で大仁田と組んで天龍源一郎、阿修羅・原組と対戦。後藤の好アシストも手伝って大仁田が天龍にフォール勝ちする大金星を得た。この試合で2度目となるプロレス大賞年間最高試合賞を受賞している。
FMW参戦以降は、主に正規軍としてプエルトリコ軍団やシーク軍団、チーム・カナダと抗争を繰り広げていた。しかし若手選手の不甲斐無さにより正規軍から脱退。リッキー・フジ、大矢剛功と新たに鬼神組を結成する。その後は正規軍、W★ING同盟と抗争を繰り広げ、圧倒的な強さを誇った。

### 謎のFMW離脱
1995年4月23日、後藤は5月5日の川崎球場で行われる「大仁田厚引退試合」の対戦相手に決まっていたが、直前になって突然FMWから退団することを発表した。後藤のほかにミスター雁之助、オーニタ・ジュニア（市原昭仁）と3人でFMWを離脱。大仁田との引退試合を放棄し、メインイベント大会の約2週間前に主力選手が3人も退団する異常事態発生のため、ファン及びマスコミは騒然となり、FMWにとっても大打撃となる。退団を決めた3人の記者会見では「今回、FMWを退団する理由を詳細に説明してほしい」とプロレス各記者から質問攻めにあったが、後藤らは「大仁田引退試合を放棄し、その数日前という直前に退団を決意するだけの『何か（「裏切り行為」とも）』があった」ことや「FMWが嫌いになった訳じゃありません」と語るだけに留まり、一体何が起きたのかについて関係者は口を固く閉ざしてしまい、現在もはっきりとした理由は不明である。後藤も生前「真相は墓場まで持って行くつもり」とメディアの取材に対して何度も語っており、最後まで真相を話すことは一切無かった。
当事者の一人でもあった雁之助は2021年自身のYouTubeチャンネル内で真相を語っている。引退試合2週間前のある地方巡業先で後藤が欠席した中、大仁田から「自分（大仁田）の引退後、後藤をFMWから排除する」ことを男子プロレスラー全員の前で通達された。当時アングルで敵対していたものの元付き人の雁之助は、後藤との会食の席でたまらずこのことを告白した。それを耳にして快く思わない後藤は、翌日の後楽園大会直前にあるホテルで雁之助・新山勝利・市原・荒井昌一・高橋英樹営業部長を交えて話し合いの場を設けた。まず雁之助が離脱を表明し、続いて後藤・市原も追随した。新山は後楽園ホールへ戻って「大仁田と話し合いをする」というものだった。そしてIWAジャパンとは一切前もっての話し合いは無かったと証言している。ハヤブサの著作でも雁之助が先にFMWを辞めると口にしており、そして後藤が「お前が辞めるんなら、俺も辞めてやるよ！」と言い放ったという。そのくらい我慢出来ないことが俺たちにあったと述べている。
松永光弘も大仁田の引退シリーズ中に、引退試合後に自身もFMWを退団したいと大仁田に伝えた所「ちょっと待ってくれよ。後藤をクビにするから」といわれた旨を証言している。当時の後藤は、現場監督者としてアングル面で専横的な行動を取っていたとも語っている。同じ鬼神組のリッキー・フジは、自身の動画とコメントで「自分は男子レスラー全員の席に呼ばれていなかった。後藤さんの離脱を知ったのもどこかの大会の時だった。だけど正規軍にいた時、大仁田さんと控室の二人きりの場で世間話的に『俺が引退した後は後藤じゃないんだよな』って聞かされた」と証言している。なお、荒井昌一は生前出版した本の中で、後藤のFMW離脱の理由を当時の世相をモチーフにしたキャラクターレスラーをやるように大仁田から命じられ、それに反発したからと書いているが、これについて雁之助は自身のYouTubeチャンネル内で、本当の事を言えない色々な事情があったのだろうと荒井を気遣いながらも明確に否定している。
大仁田の引退試合の相手は、離脱した後藤に代わって一旦は名乗りを上げた東京プロレスの石川敬士に変更されたが、その後調印式で対戦を直訴したハヤブサへ石川が対戦権を譲り、交代する形となった。
FMW離脱後は新たに『真FMW軍』として活動を開始し、IWA・JAPANの後楽園大会に乱入。FMWで自らデビュー戦の相手を務めた中牧昭二らとの抗争に突入する。当時IWAジャパンの社長だったビクター・キニョネスに直談判してダン・スバーンとの対戦を要求し、8月に行われた川崎大会でNWA世界ヘビー級王座に挑戦。スバーンと好勝負を展開するが敗れている。大日本プロレスでは、全日本時代の先輩である社長のグレート小鹿・ケンドー・ナガサキ達との抗争を展開し、さらに東京プロレスにも参戦している。
この頃にアルティメット・ファイティング（UFC）で、日本人格闘家が敗退し続けていたために「ならば、俺がUFCに参戦するから」と宣言する。しかしUFC側から「デスマッチなどで流血を伴う危険な試合が多い」という理由で拒否されてしまう。
1996年、第一回メモリアル力道山興行に登場した際には、当時メジャー団体の象徴だった長州力がインディー団体・選手を痛烈に批判した一方で、後藤のみは評価する発言があった。長州はこれを機にメジャー団体の新日本とインディー勢力との抗争を計画したが、後藤は一切反応しなかったため、この対立アングルは不発に終わる。同年、東京プロレスを発展解消させて乱立していたインディ団体を統一すべく「日本プロレスリング共同機構」を名乗ったFFFに冬木軍・折原昌夫らと共に参加したが、旗揚げ戦前に団体が倒産してしまったため、結局真FMWをベースとして別団体への参戦を余儀無くされた。
1997年はWARを中心として暴れ回り、同団体の社長である武井正智を後藤は試合中に挑発を繰り返し、双方と激しくやり合うこともあった。その流れで6月、後楽園大会で武井正智がプロレスラーとしてデビューする際の対戦相手を務めた。7月の両国国技館大会では、天龍のデビュー20周年試合となるメインイベントで一騎討ちを行った。多くのファンは両者の真っ向勝負に期待していたが、天龍のリングシューズを脱がしに掛かるなど反則攻撃に終始した。さらに経緯的にWARと対抗関係だった谷津嘉章が代表を務めるSPWFにも参戦。タッグ戦ながら谷津と電流爆破デスマッチを行うなど、インディー団体の多方面で活躍している。

### ターザン後藤一派
この数年間に渡って後藤が自ら座長を務める真FMWもR2W・革真浪士団・ターザン後藤一派と改名を繰り返した。自主興行も行い一時期菊澤光信が真FMW軍に加わったり、FMWを退団した新山勝利も参戦するなど選手の入れ替わりもあった。女子部として元GAEA JAPANの市来貴代子、中野知陽呂も行動を共にしている。
この頃冬木弘道の発案でFMWへの出場が計画されたが、所属選手達の猛反対及び後藤らも拒否しており、FMWの再登場は消滅している。ただし雁之助と市原は、1997年1月以降にFMWへ復帰している。
2001年、全日本プロレスへ約16年振りに参戦。2002年、埼玉県春日部市に道場兼プロレス会場の春日部インディーズアリーナを設立。同年10月の全日本プロレス日本武道館大会で本間朋晃とタッグを結成し、テリー・ファンク、アブドーラ・ザ・ブッチャー組と対戦した。
2005年、四冠王者（当時）の小島聡がターザン後藤一派の清水大会に参戦し、後藤とタッグマッチで対戦。2006年には春日部からの移転で東京・浅草に浅草インディーズアリーナを再興させる。この会場は「浅草ファイト倶楽部」という店としても営業し、プロレスを観戦しながら飲食出来る店としてインディーファンを楽しませており、特にちゃんこ鍋を注文すると自ら調理をする念の入れ様であった。しかし現在、浅草のインディーズアリーナ及びファイト倶楽部は閉鎖されている。
自らの団体での活動と並行して、全日本プロレスから分派した新団体キングスロードの旗揚げ戦に参戦したが、後楽園ホールでの旗揚げ戦では怪我のため影武者に試合をさせており、本人は場外乱闘に終始した。
2009年9月26日、大仁田興業に突然登場してリング上で握手した後、12月に大仁田とタッグを組み対戦もしたが、2010年5月にタッグ結成したのを最後に再び袂を分かつことになる。この試合以降、大仁田と絡むことは一切無かった。

### スーパーFMW
2009年11月6日と12月24日に『ターザン後藤デビュー30周年記念』をFMW再旗揚げ興行として活動再開を表明。2010年からターザン後藤一派を母体とした「スーパーFMW」として団体化する。東京都墨田区で団体名と同じ名称のスナックを経営している。
2014年に「超戦闘プロレスFMW」の名称で、新イベントが興されて大仁田が参戦を呼び掛けたものの、一切応じることは無かった。
そのスーパーFMWの興行自体も2014年10月26日、シアター1010大会を最後に一時休眠状態となっていた｡

### その後
2017年7月16日にABC『新婚さんいらっしゃい!』へ再婚相手の妻と共に出演した。後藤はその際、以前は客として来店していた妻の経営するラーメン屋で修業していることが明らかにされた。後藤は、この頃から再婚により妻の連れ子である2人娘の父となっている。2022年1月の時点で妻が営むラーメン屋は主に夜の営業であり、そこで従事した後に団体事務所を兼ねたスナックで未明にかけて接客をしていた。尚、妻が営むラーメン屋は「太楼ラーメン」という名前だったが後藤の死後、後藤と妻の名前を一文字ずつ取り「中華そば 政好」としてリニューアルした。しかし、2025年3月7日に店舗が火災に遭い、5月末時点で臨時休業となっている。

### 死去
2022年5月29日午後6時50分、肝臓がんのため死去した。58歳没。後藤の訃報は30日、雁之助のTwitter投稿で公表された。
5月30日に大仁田は、Twitter上で後藤の訃報に「うまく行くかすぐつぶれるか分からないFMWを立ち上げて、すぐ電話をしたらアメリカから帰国してくれた。そんな後藤を迎えに成田まで行ったことが昨日のようでショックだ。なんて言ったらいいのか分からない」と投稿した。5月31日に後楽園ホールで行われた「ジャンボ鶴田23回忌追善興行」の第2試合後に、後藤を追悼するテンカウントゴングが捧げられた。

## 得意技
パートナーである大仁田とは全く別で、後藤は得意技のゴーストバスター・フェイスバスターをはじめ、パワフルなデスマッチファイトが持ち味。この他にも、凶器攻撃を稀に使うこともあった。
ゴーストバスター
垂直落下式ブレーンバスターと同型で、後藤の代表技の一つ。
フェイスバスター
ゴーストバスター同様、後藤の代表技。
パイルドライバーと同様に相手を持ち上げ、自身の身体と体重を浴びせるように前方へ倒れ込み、相手の顔面と胸部をマットに叩き付ける。
バックスピンキック
左腕を捻り上げたまま相手のサイドに回り込み、後ろ蹴りを決める技。元々は佐藤昭雄の得意技だったが、佐藤本人からコーチを受けた際に伝授されている。
ラリアット
FMW以降、多用していた「大仁田!!」「タイガー!!」など、相手の名前を叫びながら放つ迫力のあるラリアットだった。
フライングボディプレス
トップロープから飛び降りる強力なフィニッシュ技の一つ。FMW以降多く披露していた。
各種凶器攻撃
状況に応じ、凶器を用いて相手を攻撃することがある。

## タイトル歴
- WFDA世界マーシャルアーツ王座
- WFDA世界マーシャルアーツタッグ王座
- IWA世界ヘビー級王座
- IWA世界タッグ級王座
- NWA世界タッグ王座
- フロリダPWFヘビー級王座
- レッスルブレインタッグ王座
- CWA世界タッグ王座

## コーチとしての実績
全日本プロレス在籍時から後輩のコーチを請負うようになり、若手時代の小川良成が教えを受けている。さらにFMWに移ると大仁田から選手育成を任され、新弟子指導を一手に引き受けるようになる。ハヤブサ・雁之助・田中将斗らがプロレスの基礎を叩き込まれた。
FMWが男女混合団体のため女子選手への指導も行い、教えを受けたシャーク土屋らが他団体に進出した結果、それまで全女流の作法が殆どだった女子プロレスのリングに、後藤の作法と師匠でもある馬場の作法がもたらされた。長与千種がこの件に触れて「腕のとり方一つ取っても違うので面白い」と語っている。
生涯に渡って選手育成に熱心で、自前の若手選手を送り出し続けていた。
2008年12月25日のニューハーフプロレス団体「ダイナマイトバンプ」旗揚げにも一役買っていた。

## エピソード
FMW在籍時から入場曲で『汚れた英雄』を使用しているが、正確には映画『天と地と』（1990年、角川映画）内の小室哲哉作曲のサントラ曲をイントロにし、同じく角川制作の映画『汚れた英雄』の主題歌（ローズマリー・バトラー歌唱）がミックスされたものである。後藤のFMW離脱半年前の九州巡業の際に、FMW全選手の入場音楽が1人1本ずつ録音されていたカセットテープが、アタッシュケースごと盗まれる事件が発生。長崎県佐世保市体育文化館大会の試合前、慌てたスタッフが佐世保市内のレコード店を駆け回り、各選手の入場音楽を探し回ったが、後藤の『汚れた英雄』は入手不可能であった。当時のリングアナウンサーである山田敏広が事情を打ち明け、代替曲の希望を聞かれた後藤は海援隊の『二流の人』（アルバム『倭人傳』に収録）をリクエストしたが、これも入手困難のため最終的にアニメ『宇宙戦艦ヤマト』のオープニングテーマ（宮川泰作曲）を希望。スタッフにより何とか入手出来たため、この日の試合の入場テーマ曲として使用している。
ハヤブサが全日本プロレスに参戦した際に、全日本の道場で受け身の練習をしていた最中、道場に来た全日本時代の師匠・ジャイアント馬場がハヤブサを見て首をかしげていたので「どうしましたか？」と聞くと、馬場は「お前、受け身誰に教わった？」と尋ねられ「（ターザン）後藤さんです」と答えたところ、「そうか、後藤か…。いや、左右逆だなと思ってな」と言われた。全日本時代に受け身を左右逆に覚えており、それをFMWの選手に教えていた、というエピソードを自著に書いている。